# 細川徹
細川 徹（ほそかわ とおる、1971年（昭和46年）10月15日 - ）は日本の放送作家、脚本家、演出家、映画監督。本名同じ。愛称は『細川くん』『細川さん』。
埼玉県川口市出身。1996年、成城大学文芸学部卒業。大人計画所属。
妻はイラストレーターの五月女ケイ子。2010年に第1子（長女）が誕生。

## 人物
- 映画の世界に魅かれたのは中学1年生のとき。大学時代は映画研究部に所属。当時の部長は映画監督の中村義洋で、脚本家の鈴木謙一と3人で作品を作っていた[2]。
- 自身が構成作家を務めるラジオ番組『宮藤官九郎のオールナイトニッポンGOLD』（ニッポン放送）の人気コーナー「烏丸せつこ最強説！」では宮藤官九郎とともに濡れ場評論家として登場していた。
- 自身を親バカと言うほど大の親バカである。自身の著書で娘に『かわいいと言うことに抵抗はありません』と記載するほどである。
- パソコンのEnterキーを勢いよく押しすぎてしまうため頻繁に破損する。
- iPhoneやMacなどApple製品を愛用している。
- 熱烈なカレー好きで仕事の忙しさが増すと「グリーンカレーが食べたくなる」とつぶやく。
- 映画初出演は2009年公開の宮藤官九郎監督『少年メリケンサック』。宮藤官九郎監督作品に頻繁に出演している。

## 主な作品

### 舞台
- 『スチャダラ2010』(1996年　脚本)　演出 - 宮沢章夫　出演 - スチャダラパー他
- 『スチャダラ2010 X'masスペシャル』(1996年　脚本)　演出 - 宮沢章夫　出演 - スチャダラパー他
- 『きたろう二人芝居「おこられ太」』(1999年　脚本)　共同脚本 - 宮藤官九郎　出演 - きたろう
- 『alt.special issue 10大ニュース祭り』(1999年　作家・演出)
- 『スーパーガールのエゴトピア』(2000年　作家・演出・出演)
- 『O.N.アベックホームラン』(2000年　作家・演出)　出演 - 大堀こういち・温水洋一　共同作・演出 - O.N.アベックホームラン[3]
- 『シティボーイズミックス - ラ・ハッスル・きのこショー』(2001年　作家)
- 『男子はだまってなさいよ! 1』(2002年　作家・演出、2002年)
- 『男子はだまってなさいよ! 20時間弱コント展』(2002年　作家・演出)
- 『男子はだまってなさいよ! 2』(2002年　作家・演出)
- 『シティボーイズミックス - パパ・センプリチータ』(2002年　作家)
- 『VTRS - VTR回転』(2002年　脚本・監督・出演)
- 『シティボーイズミックス - NOTA～恙無き限界ワルツ』(2003年　作家・演出)
- 『男子はだまってなさいよ! 3』(2003年　作家・演出)
- 『シティボーイズミックス - だめな人の前をメザシを持って移動中』(2004年　作家・演出)
- 『男子はだまってなさいよ! 4 - バカワールドカップ』(2004年　作家・演出)
- 『O.N.アベックホームラン2 頭ビョンこころの銃』(2004年　作家・演出)　出演 - 大堀こういち・温水洋一　共同作・演出 - O.N.アベックホームラン[3]
- 『シティボーイズミックス - メンタル三兄弟の恋』(2005年　作家・演出)
- 『シティボーイズミックス - マンドラゴラの降る沼』(2006年　作家・演出)
- 『男子はだまってなさいよ! 5 - 宇宙戦争』(2006年　作家・演出)
- 『O.N.アベックホームランベスト ちがいます』(2006年　作家・演出)　出演 - 大堀こういち・温水洋一　共同作・演出 - O.N.アベックホームラン[3]
- 『シティボーイズミックス - モーゴの人々』(2007年　作家・演出)
- 『O.N.アベックホームラン4 セプテンバーホール』(2007年　作家・演出)　出演 - 大堀こういち・温水洋一　共同作・演出 - O.N.アベックホームラン[3]
- 『シティボーイズミックス - オペレッタ ロータスとピエーレ』(2008年　作家・演出)
- 『O.N.アベックホームラン in 福岡』(2008年　作家・演出)　出演 - 大堀こういち・温水洋一　共同作・演出 - O.N.アベックホームラン[3]
- 『男子はだまってなさいよ! 宿題すませず夜遊び!! 1』(2009年　作家・演出・出演)
- 『シティボーイズミックス - そこで黄金のキッス』(作・演出・出演、2009年)
- 『俺たちは天使だ! NO ANGEL NO LUCK 〜 地球滅亡30分前!』(2009年　演出)
- 『O.N.アベックホームラン5 1000』(2009年　作家・演出)　出演 - 大堀こういち・温水洋一　共同作・演出 - O.N.アベックホームラン[3]
- 『男子はだまってなさいよ! 6 - 男子はだまってなさいョ! 全員集合』(2009年　作家・演出)
- 『男子はだまってなさいよ! 7 - 天才バカボン』(2010年　作家・演出)
- 『男子はだまってなさいよ! 8 - アダルト』(2011年　作家・演出)
- 『男子はだまってなさいよ! 9 - 聖バカコント』(2013年　作家・演出)
- 『ラバーガールsolo live+ GAME』（2013年　作家・演出）
- レディ ジュエルペットの魔法のミュージカル『誕生！リトルレディジュエル』 （2014年　作家・作詞・演出）
- 『あぶない刑事にヨロシク』(2016年　作・演出)
- 『さらば！あぶない刑事にヨロシク』(2018年　作・演出)
- 『3年B組皆川先生〜2.5時幻目〜』(2021年　作・演出)
- 『大逆転！大江戸桜誉賑』(2023年　作・演出)
- 『ドクター皆川〜手術成功5秒前〜』(2023年　作・演出)
- 『松平健芸能生活50周年記念公演』(脚本・演出)

### テレビ
- 『ロクタロー』(1998年 フジテレビ) - 構成
- 『美少女H2』(1998年 フジテレビ) - 脚本
- 『コジコジ』(1999年 TBS) - 脚本（第79話「ピロロとフーがけんか!?」）
- 『宝島の地図』(2000年 BSフジ) - 構成
- 『宝島の地図Professional』(2001年4月 - 9月 BSフジ) - 構成
- 『宝島の地図PINEAPPLE』(2001年10月 - 2002年3月 BSフジ) - 構成
- 『天国に一番近い男 教師編』(2001年 TBS) - 脚本（第4・第7・第10話。共同脚本 - おちまさと）・脚本協力（第12話）
- 『お宝島の地図』(2002年4月 - 9月 BSフジ) - 構成
- 『熱血!サンタマリア』(2002年7月 - 9月 フジテレビ) - 脚本
- 『宝島の地図よっ』(2002年10月 - 2003年3月 BSフジ) - 構成
- 『笑う犬の情熱 - Gonna go crazy! Funky Dogs』(2002年10月 - 2003年9月 フジテレビ) - 構成
- 『演技者。 ミツオ』(2002年11月 - 12月 フジテレビ) - 出演（ハママイクロ役）・脚本
- 『The Apartment』(2002年 BS-TBS) - 脚本
- 『ニセ宝島の地図』(2003年7月 - 全5回 BSフジ) - 構成
- 『宝島の地図エイト』(2003年 BSフジ) - 構成
- 『笑う犬の太陽 - THE SUNNY SIDE of Life』(2003年10月 - 2003年12月 フジテレビ) - 構成
- 『宝島の地図セブン』(2004年 BSフジ) - 構成
- 『佐藤四姉妹』(2005年 BS-TBS) - 脚本・監督
- 『おじいさん先生』(2007年7月 - 9月 日本テレビ) - 脚本・監督（監督は第11話のみ）
- 『シロウト名鑑』(2011年1月 - 9月 テレビ東京) - 出演・構成
- 『しろくまカフェ』(2012年4月 - 2013年3月 テレビ東京) - シリーズ構成
- 『乾杯戦士アフターV』（2014年4月 - 6月、東名阪ネット6・5いっしょ3ちゃんねる）  - 構成・監督
- 『超爆裂異次元メンコバトル ギガントシューター つかさ』（2014年4月 - 2015年2月、NHK教育テレビジョン ）  - シリーズ構成
- 『わしも WASIMO （第2期）』（2015年1月 - 8月、NHK教育テレビジョン）- シリーズ構成
- 『となりの関くんとるみちゃんの事象』（2015年7月 -  9月、毎日放送) - 脚本・監督
- 『新★乾杯戦士アフターV』(2015年10月 - 12月、東名阪ネット6・5いっしょ3ちゃんねる）  - 構成・監督
- 『Caribadix』（2017年5月 - テレビ東京系）- 脚本
- 『深夜!天才バカボン』（2018年7月 - 9月、テレビ東京） - 監督・構成
- 『ダイナ荘びより』（2021年4月 - ） - 脚本
- 『下北沢ダイハード』第2話（2017年　テレビ東京）- 監督・脚本
- 『小河ドラマ 織田信長』（2017年　CS時代劇専門チャンネル×関西テレビ）- 脚本・監督
- 『小河ドラマ 龍馬がくる！』（2018年　CS時代劇専門チャンネル×関西テレビ）- 脚本・監督
- 『君は天才！』（2019年　NHK）- 作・演出
- 『劇場の灯を消すな！本多劇場編』（2020年　WOWOW）- 演出・出演
- アニメ『大家さんと僕』（2020年〜2021年　NHK）- 脚本
- 『小河ドラマ 徳川☆家康』（2021年　CS時代劇専門チャンネル×関西テレビ）- 脚本・監督
- 『男コピーライター、育休をとる。』（2021年　WOWOW）- 脚本
- 『磯部磯兵衞物語〜浮世はつらいよ〜』（2024年　WOWOW）- 脚本・監督
- 『はーい！ミャクミャクです』（2025年　NHK）- 脚本

### 映画
- 『ぱいかじ南海作戦』(2012年) - 監督・脚本
- 『オケ老人!』（2016年） - 監督・脚本[4]
- 『ヒキタさん! ご懐妊ですよ』（2019年） - 監督・脚本

### ビデオ
- 『ローカルニュース』(1999年 中村義洋監督) - 出演
- 『ほんとにあった! 呪いのビデオ 3巻』(1999年) - 出演（ラジオドラマ収録中の不可解な現象の体験者として。「細徹とおる」名義。）
- 『人間の屑』(2000年 中嶋竹彦監督) - 出演
- 『少年メリケンサック』(2009年 宮藤官九郎監督) - 出演（居酒屋「江戸っ子」の店員）
- 『少年メリケンサックを探せ』（2009年）-構成・出演
- 『バカ昔ばなし』（2011年）-脚本・監督
- 『バカ昔ばなし　その弐』（2012年）-脚本・監督
- 『劇場版　バカ昔ばなし〜じじいウォーズ』（2013年）-脚本・監督

### CM
- 資生堂ピエヌ（2004年8月9日 - 8月12日 期間限定バカ姉弟実写化CM） - 脚本

### その他の活動
- 「リフト」ニフティショートフィルム脚本(監督：竹内鉄郎　主演：雨上がり決死隊)
- 「月刊☆TV」KDDI(au)EZチャンネル企画・構成
  - 「こんな怪人出来ました」「だめな心霊写真」のコーナーディレクション
- 「亀は意外と速く泳ぐ」三木聡監督作品、劇場予告編監督
- 「男子はだまってなさいよ！の四畳半レイディオ」ネットラジオ配信中
- 「東京オンリーピック」“バカ近代四種” 監督
- 「ひとり身の上相談」テレビブロス（東京ニュース通信社）
- 「大人の時間ですよ！」テレビブロス（東京ニュース通信社）
- 「新しい新しい単位」（扶桑社）
- 「図解　世界のしくみ」（扶桑社）
- 「バカ昔ばなし」シリーズ （絵本版・DVD版共に脚本・演出 ティー・オーエンタテインメント）
- 「宮藤官九郎のオールナイトニッポンGOLD」構成 (ニッポン放送)
- 「親バカ本」(マガジンハウス)